# 광파이버 버스
광파이버 버스(Optic Fiber Bus)는 MIL-STD-1773에 정의된 버스이며 주로 군사용 위성 시스템 콤포넌트 간의 데이터 전송에 주로 사용된다.  전송 속도는 32 비트에서 1 Mb/s이지만 좀 더 개발되어 현재는 20 Mb/s 가능하다.  광파이버의 장점은 전자기파 환경에 강한 특성을 가지고 있다.